# Trois jours de Vaucluse 2009
La Trois jours de Vaucluse 2009, terza edizione della corsa valevole come prova del circuito UCI Europe Tour 2009 categoria 2.2, si svolse in 3 tappe dal 27 febbraio al 2 marzo 2009 per un percorso totale di 504,1 km, con partenza da Peugeot Berbiguier ed arrivo a Pertuis. Fu vinta dal francese David Le Lay del team Agritubel, che si impose in 13 ore 1 minut0 e 48 secondi, alla media di 38,68 km/h.
Al traguardo di Pertuis 102 ciclisti portarono a termine la corsa.

## Tappe
| Tappa  | Data        | Percorso                    | km    | Vincitore di tappa | Leader cl. generale |
| ------ | ----------- | --------------------------- | ----- | ------------------ | ------------------- |
| 1ª     | 27 febbraio | Peugeot Berbiguier > Bédoin | 164,7 | Maxime Bouet       | Maxime Bouet        |
| 2ª     | 28 febbraio | Valréas > Valréas           | 178,2 | Jimmy Engoulvent   | David Le Lay        |
| 3ª     | 1º marzo    | Le Thor > Pertuis           | 161,2 | Martin Pedersen    | David Le Lay        |
| Totale | Totale      | Totale                      | 504,1 |                    |                     |

## Squadre partecipanti
| N.    | Cod. | Squadra                        |
| ----- | ---- | ------------------------------ |
| 1-6   | AGR  | Agritubel                      |
| 7-12  | RB3  | Rabobank Continental Team      |
| 13-18 | CPI  | Team Capinordic                |
| 19-24 | TDK  | Team Designa Køkken            |
| 25-30 | AUB  | Auber 93                       |
| 31-36 | BCS  | Besson Chaussures-Sojasun      |
| 37-41 | VVE  | Van Vliet-EBH Elshof           |
| 43-48 | EQA  | EQA-Meitan Hompo-Graphite Des. |
| 49-54 | CCB  | Cycling Club Bourgas           |
| 55-60 | BEL  | Nazionale belga                |
| 63-66 | KTA  | Katusha Continental Team       |
| 67-72 | RHE  | Rheinland-Pfalz-Saar Mainz     |

| N.      | Cod. | Squadra                        |
| ------- | ---- | ------------------------------ |
| 73-78   | ARH  | Atlas Personal-Jakroo          |
| 79-84   | ORB  | Orbea                          |
| 85-90   | NOG  | Cyclo-club de Nogent-sur-Oise  |
| 91-96   | ETU  | Club Cycliste d'Étupes         |
| 97-101  | KCT  | Meridiana-Kalev Chocolate Team |
| 103-107 | CR4  | Club Routier des 4 Chemins     |
| 109-114 | CRE  | Creusot Cyclisme               |
| 115-120 | SCO  | SCO Dijon                      |
| 121-126 | WIL  | Team Wilo-Agem Sarthe 72       |
| 127-132 | AEP  | AVC Aix-en-Provence            |
| 133-138 | VCL  | La Pomme Marseille             |
| 139-144 | MAR  | Martigues SC                   |

## Dettagli delle tappe

### 1ª tappa
- 27 febbraio: Peugeot Berbiguier > Bédoin – 164,7 km

Risultati
| Pos. | Corridore       | Squadra    | Tempo    |
| ---- | --------------- | ---------- | -------- |
| 1    | Maxime Bouet    | Agritubel  | 4h18'07" |
| 2    | David Le Lay    | Agritubel  | s.t.     |
| 3    | Martin Pedersen | Capinordic | a 1'12"  |

| Pos. | Corridore       | Squadra    | Tempo    |
| ---- | --------------- | ---------- | -------- |
| 1    | Maxime Bouet    | Agritubel  | 4h18'07" |
| 2    | David Le Lay    | Agritubel  | s.t.     |
| 3    | Martin Pedersen | Capinordic | a 1'12"  |

### 2ª tappa
- 28 febbraio: Valréas > Valréas – 178,2 km

Risultati
| Pos. | Corridore        | Squadra     | Tempo    |
| ---- | ---------------- | ----------- | -------- |
| 1    | Jimmy Engoulvent | Besson      | 4h31'19" |
| 2    | Jimmy Casper     | Besson      | s.t.     |
| 3    | Boy van Poppel   | Rabobank C. | s.t.     |

| Pos. | Corridore       | Squadra    | Tempo    |
| ---- | --------------- | ---------- | -------- |
| 1    | David Le Lay    | Agritubel  | 8h49'26" |
| 2    | Maxime Bouet    | Agritubel  | s.t.     |
| 3    | Martin Pedersen | Capinordic | a 1'12"  |

### 3ª tappa
- 1º marzo: Le Thor > Pertuis – 161,2 km

Risultati
| Pos. | Corridore       | Squadra    | Tempo    |
| ---- | --------------- | ---------- | -------- |
| 1    | Martin Pedersen | Capinordic | 4h12'22" |
| 2    | David Han       | SCO Dijon  | s.t.     |
| 3    | Beñat Urain     | Orbea      | s.t.     |

| Pos. | Corridore       | Squadra    | Tempo     |
| ---- | --------------- | ---------- | --------- |
| 1    | David Le Lay    | Agritubel  | 13h01'48" |
| 2    | Maxime Bouet    | Agritubel  | s.t.      |
| 3    | Martin Pedersen | Capinordic | a 1'12"   |

## Evoluzione delle classifiche
| Tappa              | Vincitore          | Classifica generale | Classifica scalatori | Classifica a punti | Classifica sprint | Classifica giovani | Classifica a squadre |
| ------------------ | ------------------ | ------------------- | -------------------- | ------------------ | ----------------- | ------------------ | -------------------- |
| 1ª                 | Maxime Bouet       | Maxime Bouet        | Maxime Bouet         | Maxime Bouet       | David Le Lay      | Maxime Bouet       | Agritubel            |
| 2ª                 | David Le Lay       | David Le Lay        | Maxime Bouet         | Jimmy Engoulvent   | David Le Lay      | Maxime Bouet       | Agritubel            |
| 3ª                 | Martin Pedersen    | David Le Lay        | Maxime Bouet         | Martin Pedersen    | David Le Lay      | Maxime Bouet       | Agritubel            |
| Classifiche finali | Classifiche finali | David Le Lay        | Maxime Bouet         | Martin Pedersen    | David Le Lay      | Maxime Bouet       | Agritubel            |

## Classifiche finali

### Classifica generale
| Pos. | Corridore           | Squadra      | Tempo     |
| ---- | ------------------- | ------------ | --------- |
| 1    | David Le Lay        | Agritubel    | 13h01'48" |
| 2    | Maxime Bouet        | Agritubel    | s.t.      |
| 3    | Martin Pedersen     | Capinordic   | a 1'12"   |
| 4    | Samuel Plouhinec    | Wilo-Agem    | s.t.      |
| 5    | Johan Mombaerts     | Auber 93     | s.t.      |
| 6    | Julien Mazet        | Auber 93     | s.t.      |
| 7    | Aleksejs Saramotins | Designa K.   | a 1'27"   |
| 8    | Thomas Rabou        | Rabobank C.  | a 1'30"   |
| 9    | Jimmy Engoulvent    | Besson       | a 1'34"   |
| 10   | Bastiaan Giling     | Designa Køk. | s.t.      |

### Classifica a punti
| Pos. | Corridore        | Squadra      | Punti |
| ---- | ---------------- | ------------ | ----- |
| 1    | Martin Pedersen  | Capinordic   | 46    |
| 2    | Jimmy Engoulvent | Besson       | 42    |
| 3    | David Han        | SCO Dijon    | 28    |
| 4    | Bastiaan Giling  | Designa Køk. | 26    |
| 5    | Maxime Bouet     | Agritubel    | 25    |

### Classifica scalatori
| Pos. | Corridore         | Squadra    | Punti |
| ---- | ----------------- | ---------- | ----- |
| 1    | Maxime Bouet      | Agritubel  | 30    |
| 2    | Oļegs Meļehs      | Meridiana  | 22    |
| 3    | Rasmus Guldhammer | Capinordic | 11    |
| 4    | Cyril Bessy       | Besson     | 10    |
| 5    | Jérémie Dérangère | SCO Dijon  | 10    |

### Classifica sprint
| Pos. | Corridore         | Squadra   | Punti |
| ---- | ----------------- | --------- | ----- |
| 1    | David Le Lay      | Agritubel | 10    |
| 2    | Nicolas Edet      | Wilo-Agem | 6     |
| 3    | Maxime Bouet      | Agritubel | 6     |
| 4    | Jérémie Dérangère | SCO Dijon | 6     |
| 5    | Cyril Bessy       | Besson    | 6     |

### Classifica giovani
| Pos. | Corridore       | Squadra   | Tempo     |
| ---- | --------------- | --------- | --------- |
| 1    | Maxime Bouet    | Agritubel | 13h01'48" |
| 2    | Johan Mombaerts | Auber 93  | a 1'12"   |
| 3    | Rudy Lesschaeve | CC Nogent | a 1'34"   |
| 4    | Sander Maasing  | Étupes    | s.t.      |
| 5    | David Han       | SCO Dijon | s.t.      |

### Classifica a squadre
| Pos. | Squadra                   | Tempo     |
| ---- | ------------------------- | --------- |
| 1    | Agritubel                 | 39h06'36" |
| 2    | Auber 93                  | a 2'46"   |
| 3    | Team Wilo-Agem Sarthe 72  | a 3'08"   |
| 4    | Team Designa Køkken       | a 3'23"   |
| 5    | Besson Chaussures-Sojasun | a 3'30"   |